# Nicolaas Bidloo
Nicolaas Bidloo (* Amsterdam, c1674 - São Petersburgo, Rússia, 23 de Março de 1735), foi médico particular de Pedro, O Grande, Imperador da Rússia.  Bidloo foi também diretor do primeiro hospital da Rússia e responsável pela primeira escola da Rússia, sendo considerado um dos fundadores da Medicina russa.

## Primeiros Anos
Bidloo era descendente de uma família Menonita com reputação científica.  Seu pai Lambert Bidloo (1638–1724) era um boticário, autor de um tratado sobre botânica e seu tio Govert Bidloo fora médico pessoal de Guilherme III, Rei da Inglaterra.  Bidloo estudou Medicina na Universidade de Leiden, onde seu tio Govert era professor, e em Janeiro de 1697 recebeu o doutorado em ciências médicas.  Em 1701, casou-se com Clasina Claes, em Amsterdam.

## Médico Particular de Pedro, O Grande
Em 1702, Bidloo assinou um contrato com o embaixador da Rússia para assumir o cargo de médico pessoal do tsar Pedro, O Grande, por um período de seis anos, com um salário anual de 2500 florins holandeses (um ótimo salário para um médico daquela época).  Ele chegou à Rússia com sua família em junho de 1703.  Como médico pessoal do imperador, Bidloo acompanhava Pedro em suas viagens, mas tinha muito pouco a fazer, porque o tsar tinha  excelente saúde.
Como parte de seus esforços para modernizar a Rússia, Pedro, O Grande, em 1707 ordenou o estabelecimento do primeiro hospital do país e nomeou Bidloo como seu diretor.  Pedro, O Grande concedeu a Bidloo um pedaço de terra às margens do rio Yauza, situado no bairro alemão, nos arredores de Moscou, para a construção de um hospital bem como de uma casa para ele mesmo e sua família.  Como parte do hospital, Bidloo fundou a primeira escola médica da Rússia, onde ele dava aulas de anatomia e cirurgia para 50 estudantes.  O hospital e a escola médica continham também o primeiro teatro de anatomia da Rússia.  Nele, Pedro, O Grande, assistia com frequência aulas de dissecações que nele eram realizadas.  Em 1710 Bidloo publicou o primeiro livro sobre estudos médicos no idioma russo, tratava-se de um manual de cirurgia com 1306 páginas cujo título era Instructio de chirurgia in theatro anatomico studiosis proposita a.d. 1710, januarii die 3.
Infelizmente, o hospital sofreu um incêndio em 1721 mas foi restaurado e reaberto em 1727.  Bidloo foi sucedido como diretor do hospital pelos irmãos Abraham Boerhaave (1715-1758) e Herman Kaau Boerhaave[ligação inativa] (1705-1753), sobrinhos do grande médico fisiologista Herman Boerhaave.

## Os Jardins de Bidloo
Bidloo projetou extensos jardins na propriedade onde ficava o hospital, e neles incluiu riachos, estátuas, um arco do triunfo, e um Jardim Botânico à maneira do Horto Botânico de Leiden, que fora projetado por Carolus Clusius (1526-1609), em 1590.  Ele também dava sugestões a Pedro, O Grande sobre horticultura, jardins e fontes.  O tsar visitava os jardins de Bidloo com frequência, mesmo quando este lá não se encontrava.  Bidloo também foi o projetista original do Jardim de Verão e dos jardins do Palácio de Peterhof em São Petersburgo.  Em 1730 ele publicou um manuscrito sobre o seu jardim particular , para deixar de lembranças para seus filhos.  O manuscrito incluía 19 desenhos que tinham sido usados na criação dos jardins.  Esse manuscrito se encontra hoje na Universidade de Leiden.